# Djupån (Gotland)
Djupån is een van de (relatief) kleine riviertjes die de Zweedse provincie Gotlands län rijk is. Het riviertje verzorgt de afwatering van een moeras, dat in het midden op het eiland ligt. Ze stroomt oostwaarts, bijna in een rechte lijn. Ze mondt uit in de Oostzee even ten noorden van Hammars, een locatie voor sportvissers. Djupån is Zweeds voor diepe rivier. Het verval is circa 20 meter.